# Rold
Rold is een plaats in de Deense regio Noord-Jutland, gemeente Mariagerfjord.
Rold ligt een paar kilometer ten westen van Arden, in het grootste bos van Denemarken Rold Skov, in de streek Himmerland. Ook is hier de oudste herberg van het land te vinden: Rold Kro, nu een museum voor de zanger Jodle Birge.